# جیمز ای. رید
جیمز ای. رید (به انگلیسی: James Alexander Reed) سناتور سابق عضو حزب دموکرات ایالات متحده آمریکا بود. وی در سال ۱۹۱۱ تا ۱۹۲۹ میلادی سناتور ایالت میزوری در سنای ایالات متحده آمریکا بود.